# JACK大宮
JACK大宮（ジャックおおみや）は、埼玉県さいたま市大宮区錦町にある複合ビル。正式名称は大宮情報文化センター。

## 概要
大宮駅西口に位置し、地上18階、地下2階建てでプラネタリウム、オフィス、店舗、貸会議室などで構成されている。大宮市によって建設され、1987年に竣工、現在は財団法人さいたま市都市整備公社が運営する。建物の外周を埼玉新都市交通ニューシャトルにオメガ字形で囲まれている。
毎年6月第1日曜日の深夜時間帯 - 5:00頃は、ビル内法定点検のため停電となり、エレベーターも使用不可となる。

## さいたま市宇宙劇場
開館当初より設けられている公共施設。さいたま市教育委員会の生涯学習部の所轄で、2018年3月まで財団法人さいたま市文化振興事業団が運営。2018年4月からは株式会社五藤光学研究所が指定管理運営を行っている。2001年5月のさいたま市発足までは「大宮市宇宙劇場」の名称であった。
同市内にはプラネタリウム施設のさいたま市青少年宇宙科学館があり、当施設と連携している。
宇宙飛行士の若田光一が大宮市（現・北区）出身であることから、小規模な常設展示なども行っている。
主な設備は3階のプラネタリウムであり、直径23mの巨大ドーム型スクリーンに約1億個の星が映し出だすことができる最新型光学式プラネタリウム『ケイロンIII』（五藤光学研究所製）で、オリジナル番組や様々解説員による生解説の星空投映、イベント等が行われている。
他、貸会議室・貸集会室の運営等も5階にて行う。

### 内容
- 座席：280席（入口は3階）
- 利用料金
  - 超大型映画 - 大人620円、小人310円
  - プラネタリウム - 同上

## 主なテナント
- 18階：東天紅
- 17階：東京センチュリー株式会社 大宮支店　（株）NACK5プロジェクト[1]
- 日本カーソリューションズ（株）さいたま支店　　Apaman Property（株）
- 16階：全国健康保険協会埼玉支部
- 15階：（株）オーエンス さいたま支店　　（株）ミルックス 関東営業所
- 15階：（株）ウエルサイエンス さいたま支店
- 15階：JR東日本テクノロジー（株） 中央研修センター
- 15階：JR東日本パーソネルサービス 関信越支店
- 15階：扶桑電通（株） 関東支店 北関東営業所
- 15階：（株）メディカル・コンシェルジュ  さいたま支店
- 14階：荏原商事株式会社[2] 関東支社
- 13階：(医)大宮ＡＲＴクリニック
- 12階：（株）SBIビジネスサービス
- 11階：エフエムナックファイブ（近隣のアルシェ5階に、サテライトスタジオが置かれている）
- 8階 - 10階：放送大学埼玉学習センター
- 7階：ALSOK埼玉中央支社
- 6階：さいたま市都市整備公社、さいたま市消費生活総合センター
- 6階：さいたま市大宮駅西口まちづくり事務所
- 5階：さいたま市宇宙劇場
- 4階：大学受験ナビオ大宮校　　シェーン英会話 大宮校
- 3階：（株）シミズ・ビルライフケア 関東支店、さいたま市宇宙劇場（プラネタリウム）
- 2階：TOMAS大宮校（受付）　　　清水建設（株） 埼玉営業所
- 1階：TOMAS大宮校　　伸芽'Sクラブ 大宮校
- 1階：ＱＢHOUSE 　　ファミリーマート
- 地下1階：JACK大宮自動車駐車場
- 地下2階：機械室